# Call of Juarez (computerspel)
Call of Juarez (voormalig: The Lawman) is een western shooter ontwikkeld door Techland en uitgegeven door Ubisoft. Call of Juarez kwam origineel uit voor Windows in eind 2006 maar is in 2007 ook naar de Xbox 360 geporteerd. Het is het eerste spel in de Call of Juarez-serie.

## Verhaal
Het spel plaatst je in de huid van twee verschillende personages: Billy Candle en Reverend Ray. Billy Candle is een half-blanke, half-Mexicaan die op jacht is naar het legendarische verloren goud van Juarez, een schat ergens begraven binnen de stad. Niet in staat om het te vinden, besluit Billy om thuis te komen en zijn moeder en stiefvader te bezoeken — alleen bij zijn aankomst ziet hij dat ze beide vermoord zijn. Het andere personage, Reverend Ray is Billy's stief-oom en de stadsprediker. Ray is een hervormd revolverheld die nu gewijd is aan het verspreiden van de leer van God, maar als hij hoort van het tumult op de boerderij van zijn broer komt ziet hij Billy in paniek weglopen van de bloedige lijken van zijn broer en schoonzus, Ray belooft wraak, en begint het bijhouden van zijn schoon-neef totdat hij aan dat kan voldoen.

## Vervolg
In juli 2009 kwam het vervolg, Call of Juarez: Bound in Blood, uit voor Microsoft Windows, PlayStation 3 en Xbox 360. Een derde spel, Call of Juarez: The Cartel, kwam uit op 19 juli 2011 voor dezelfde consoles.
Call of Juarez: Gunslinger is het vervolg. Het spel kwam op 22 mei 2013 uit voor PlayStation 3, Windows en Xbox 360. Het is het vierde spel in de Call of Juarez-serie en het vervolg op Call of Juarez: The Cartel uit 2011.
Call of Juarez · Bound in Blood · The Cartel · Gunslinger